# Élections législatives de 1876 dans les Côtes-du-Nord
 (juin 2021).
Si vous disposez d'ouvrages ou d'articles de référence ou si vous connaissez des sites web de qualité traitant du thème abordé ici, merci de compléter l'article en donnant les références utiles à sa vérifiabilité et en les liant à la section « Notes et références ».
Les élections législatives dans les Côtes-du-Nord ont lieu les dimanches 20 février 1876 et 5 mars 1876. Elles ont pour but d'élire les députés représentant le département à la Chambre des députés pour un mandat de quatre années.

## Députés sortants
Treize députés ont été élus en 1871, douze de la liste Royaliste et Clérical le 8 février 1871 et un Centre gauche lors des élections complémentaires du 2 juillet 1871.

### Élections partielles
Ludovic de Foucaud (Légitimiste) est mort le 8 janvier 1872.
Mathurin Le Gal Lasalle (Rép. mod) est élu lors de la partielle du 11 février 1872.
Henri Flaud (Orléaniste) est mort le 13 aout 1874.
Jules de Monjaret de Kerjégu (Légitimiste ultra) est élu lors de la partielle du 21 février 1875.

### Élus sénateurs (6)
Hervé de Saisy de Kerampuil et Hippolyte de Lorgeril ont été élus sénateur inamovible le 15 décembre 1875.
Henri de Tréveneuc, Jean-Marie Allenou, Henri de Nompère de Champagny et Jules de Monjaret de Kerjégu furent élus sénateurs en janvier 1876 lors des premières élections sénatoriales.
| Députés | Députés                       | Parti               | Fonctions lors de l'élection en 1876                                                |
| ------- | ----------------------------- | ------------------- | ----------------------------------------------------------------------------------- |
|         | Mathurin Le Gal Lasalle       | Centre gauche       | Conseiller général de Pléneuf. Médecin.                                             |
|         | Charles de Janzé              | Centre gauche       | Conseiller général de Loudéac. Agronome.                                            |
|         | Ernest Carré-Kérisouet        | Centre gauche       | Conseiller général de Merdrignac. Ingénieur civil, Maître de forges de Vaublanc.    |
|         | Hervé de Saisy de Kerampuil   | Droite indépendante | Conseiller général de Maël-Carhaix. Chef de bataillon, Propriétaire agricole.       |
|         | Henri de Tréveneuc            | Orléaniste          | Licencié en Droit, Propriétaire agricole                                            |
|         | Émile Depasse                 | Orléaniste          | Conseiller général et maire de Lannion. Notaire.                                    |
|         | Jean-Marie Allenou            | Orléaniste          | Conseiller général d'Uzel. Maître de forges, Propriétaire agricole.                 |
|         | Charles Huon de Penanster     | Orléaniste          | Conseiller général de Plestin. Propriétaire agricole.                               |
|         | Henri de Nompère de Champagny | Légitimiste         | Conseiller général de Perros-Guirec. Propriétaire agricole.                         |
|         | Hyacinthe de Bois-Boissel     | Légitimiste         | Ancien conseiller général du Guingamp. Juge d'instruction et Propriétaire agricole. |
|         | Charles Rioust de Largentaye  | Légitimiste         | Conseiller général de Plancoët, maire de Saint-Lormel. Propriétaire agricole.       |
|         | Hippolyte de Lorgeril         | Légitimiste ultra   | Conseiller général du Jugon, maire de Trébédan. Propriétaire agricole.              |
|         | Jules de Monjaret de Kerjégu  | Légitimiste ultra   | Contre-amiral, Propriétaire agricole.                                               |

## Mode de scrutin
Le découpage électoral et le changement du mode de scrutin font passer de 13 à 9 le nombre de représentants du Côtes-d'Armor.
L'élection se fait au scrutin d'arrondissement, soit un mode uninominal majoritaire à deux tours.
La circonscription pour l'élection est l'arrondissement.
Le scrutin est individuel, chaque arrondissement élisant un député.
Les arrondissements qui ont plus de cent mille habitants sont divisés. Dans ce cas on élit un député par circonscription électorale.
Seul l'arrondissement de Loudéac n'est pas divisé en deux.
L'article 18 précise qu'il faut réunir pour être élu au premier tour :
1. La majorité absolue des suffrages exprimés ;
2. Un nombre de suffrages égal au quart des électeurs inscrits.

Au deuxième tour la majorité relative suffit. En cas d'égalité c'est le plus âgé qui est élu.

## Résultats à l'échelle du département
| Partis         | Partis                            | Premier tour | Premier tour | Deuxième tour | Deuxième tour | Sièges |
| Partis         | Partis                            | Voix         | %            | Voix          | %             | Sièges |
| -------------- | --------------------------------- | ------------ | ------------ | ------------- | ------------- | ------ |
|                | Légitimistes                      | 30 755       | 26,70        | 6 278         | 22,86         | 4      |
|                | Bonapartistes                     | 25 225       | 21,90        |               |               | 2      |
|                | Orléanistes, Constitutionnels     | 23 843       | 20,70        | 6 778         | 24,68         | 1      |
|                | Centre gauche                     | 21 186       | 18,39        | 8 460         | 30,81         | 2      |
|                | Républicains, Gauche républicaine | 14 177       | 12,31        | 5 946         | 21,65         | 0      |
|                |                                   |              |              |               |               |        |
| Inscrits       | Inscrits                          | 161 425      | 100,00       | 38 685        | 100,00        | 9      |
| Votants        | Votants                           | 118 275      | 73,27        | 27 536        | 71,18         |        |
| Abstentions    | Abstentions                       | 43 150       | 26,73        | 11 149        | 28,82         |        |
| Blancs et nuls | Blancs et nuls                    | 3 089        | 2,61         | 74            | 0,27          |        |
| Exprimés       | Exprimés                          | 115 186      | 97,39        | 27 462        | 99,13         |        |

## Résultats par arrondissement

### Arrondissement de Dinan

#### 1recirconscription
La circonscription de Dinan-1 regroupe les cantons de Dinan-Ouest, Dinan-Est, Évran, Ploubalay et de Caulnes.
| Candidats      | Candidats                     | Étiquette              | Premier tour | Premier tour |
| Candidats      | Candidats                     | Étiquette              | Voix         | %            |
| -------------- | ----------------------------- | ---------------------- | ------------ | ------------ |
|                | Jean-Joseph Even              | Rép. mod-Centre gauche | 6 034        | 51,94        |
|                | Tristan de L'Angle Beaumanoir | Bonapartiste           | 5 584        | 48,06        |
|                |                               |                        |              |              |
| Inscrits       | Inscrits                      | Inscrits               | 15 763       | 100,00       |
| Votants        | Votants                       | Votants                | 11 724       | 69,81        |
| Abstention     | Abstention                    | Abstention             | 4 759        | 30,19        |
| Blancs et nuls | Blancs et nuls                | Blancs et nuls         | 78           | 0,67         |
| Exprimés       | Exprimés                      | Exprimés               | 11 618       | 99,33        |

#### 2ecirconscription
Dinan-2 regroupe les cantons de Broons, Jugon-les-Lacs, Matignon, Plancoët et de Plélan-le-Petit.
| Candidats      | Candidats                      | Étiquette      | Premier tour | Premier tour |
| Candidats      | Candidats                      | Étiquette      | Voix         | %            |
| -------------- | ------------------------------ | -------------- | ------------ | ------------ |
|                | Charles Rioust de Largentaye * | Légitimiste    | 10 649       | 94,77        |
|                | De Ferron                      | Rép. mod       | 30           |              |
|                |                                |                |              |              |
| Inscrits       | Inscrits                       | Inscrits       | 16 394       | 100,00       |
| Votants        | Votants                        | Votants        | 11 268       | 68,73        |
| Abstention     | Abstention                     | Abstention     | 5 126        | 31,27        |
| Blancs et nuls | Blancs et nuls                 | Blancs et nuls | 589          | 5,23         |
| Exprimés       | Exprimés                       | Exprimés       | 10 679       | 94,77        |

*sortant

### Arrondissement de Guingamp

#### 1recirconscription
Guingamp-1 regroupe les cantons de Bégard, Belle-Isle-en-Terre, Guingamp, Plouagat et de Pontrieux.
| Candidats      | Candidats                         | Étiquette      | Premier tour | Premier tour | Deuxième tour | Deuxième tour |
| Candidats      | Candidats                         | Étiquette      | Voix         | %            | Voix          | %             |
| -------------- | --------------------------------- | -------------- | ------------ | ------------ | ------------- | ------------- |
|                | Charles-Marie de Faucigny-Lucinge | Légitimiste    | 4 718        | 38,63        | 6 278         | 51,36         |
|                | Jean-François Huon                | Rép. mod-GR    | 3 862        | 31,62        | 5 946         | 48,64         |
|                | Auguste Ollivier                  | Bonapartiste   | 3 634        | 29,75        |               |               |
|                |                                   |                |              |              |               |               |
| Inscrits       | Inscrits                          | Inscrits       | 15 899       | 100,00       | 15 899        | 100,00        |
| Votants        | Votants                           | Votants        | 12 412       | 70,07        | 12 249        | 77,04         |
| Abstention     | Abstention                        | Abstention     | 3 487        | 21,93        | 3 650         | 22,96         |
| Blancs et nuls | Blancs et nuls                    | Blancs et nuls | 198          | 1,60         | 25            | 0,20          |
| Exprimés       | Exprimés                          | Exprimés       | 12 214       | 98,40        | 12 224        | 99,80         |

#### 2ecirconscription
Guingamp-2 regroupe les cantons de Bourbriac, Callac, Maël-Carhaix, Rostrenen et de Saint-Nicolas-du-Pélem.
| Candidats      | Candidats                  | Étiquette      | Premier tour | Premier tour |
| Candidats      | Candidats                  | Étiquette      | Voix         | %            |
| -------------- | -------------------------- | -------------- | ------------ | ------------ |
|                | Charles de Goyon de Feltre | Bonapartiste   | 6 142        | 55,79        |
|                | Paul de Saisy de Kerampuil | Légitimiste    | 4 868        | 44,21        |
|                |                            |                |              |              |
| Inscrits       | Inscrits                   | Inscrits       | 14 955       | 100,00       |
| Votants        | Votants                    | Votants        | 11 035       | 73,79        |
| Abstention     | Abstention                 | Abstention     | 3 920        | 26,21        |
| Blancs et nuls | Blancs et nuls             | Blancs et nuls | 25           | 0,23         |
| Exprimés       | Exprimés                   | Exprimés       | 11 010       | 99,77        |

### Arrondissement de Lannion

#### 1recirconscription
Lannion-1 regroupe les cantons de Lannion, Plestin-les-Grèves et de Plouaret.
| Candidats      | Candidats                   | Étiquette      | Premier tour | Premier tour |
| Candidats      | Candidats                   | Étiquette      | Voix         | %            |
| -------------- | --------------------------- | -------------- | ------------ | ------------ |
|                | Charles Huon de Penanster * | Orléaniste     | 7 957        | 100,00       |
|                |                             |                |              |              |
| Inscrits       | Inscrits                    | Inscrits       | 13 972       | 100,00       |
| Votants        | Votants                     | Votants        | 8 730        | 62,48        |
| Abstention     | Abstention                  | Abstention     | 5 242        | 37,52        |
| Blancs et nuls | Blancs et nuls              | Blancs et nuls | 773          | 0,85         |
| Exprimés       | Exprimés                    | Exprimés       | 7 957        | 91,15        |

*sortant

#### 2ecirconscription
Lannion-2 regroupe les cantons de Lézardrieux, Perros-Guirrec, La Roche-Derrien et de Tréguier.
| Candidats      | Candidats                  | Étiquette      | Premier tour | Premier tour |
| Candidats      | Candidats                  | Étiquette      | Voix         | %            |
| -------------- | -------------------------- | -------------- | ------------ | ------------ |
|                | Louis Le Provost de Launay | Bonapartiste   | 7 076        | 62,55        |
|                | Charles Le Gac             | Rép. mod       | 4 237        | 37,45        |
|                |                            |                |              |              |
| Inscrits       | Inscrits                   | Inscrits       | 14 838       | 100,00       |
| Votants        | Votants                    | Votants        | 11 339       | 76,42        |
| Abstention     | Abstention                 | Abstention     | 3 499        | 23,58        |
| Blancs et nuls | Blancs et nuls             | Blancs et nuls | 27           | 0,24         |
| Exprimés       | Exprimés                   | Exprimés       | 11 312       | 99,76        |

### Arrondissement de Loudéac
Loudéac regroupait les cantons de La Chèze, Collinée, Corlay, Gouarec, Loudéac, Merdrignac, Mûr-de-Bretagne, Plouguenast et d'Uzel.
| Candidats      | Candidats                      | Étiquette       | Premier tour | Premier tour |
| Candidats      | Candidats                      | Étiquette       | Voix         | %            |
| -------------- | ------------------------------ | --------------- | ------------ | ------------ |
|                | Jean-Baptiste Veillet-Dufrêche | Constitutionnel | 9 700        | 53,24        |
|                | Ernest Carré-Kérisouet *       | Centre gauche   | 8 518        | 46,76        |
|                |                                |                 |              |              |
| Inscrits       | Inscrits                       | Inscrits        | 23 535       | 100,00       |
| Votants        | Votants                        | Votants         | 18 321       | 77,85        |
| Abstention     | Abstention                     | Abstention      | 5 214        | 22,15        |
| Blancs et nuls | Blancs et nuls                 | Blancs et nuls  | 103          | 0,56         |
| Exprimés       | Exprimés                       | Exprimés        | 18 218       | 99,44        |

*sortant

### Arrondissement de Saint-Brieuc

#### 1recirconscription
Saint-Brieuc-1 regroupait les cantons de Châtelaudren, Étables, Lanvollon, Paimpol, Plouha et de Saint-Brieuc-Nord.
| Candidats      | Candidats      | Étiquette              | Premier tour | Premier tour | Deuxième tour | Deuxième tour |
| Candidats      | Candidats      | Étiquette              | Voix         | %            | Voix          | %             |
| -------------- | -------------- | ---------------------- | ------------ | ------------ | ------------- | ------------- |
|                | Louis Armez    | Rép. mod-Centre gauche | 6 634        | 42,50        | 8 460         | 55,52         |
|                | Sylvain Duval  | Constitutionnel        | 6 186        | 39,63        | 6 778         | 44,48         |
|                | A. Blandin     | Bonapartiste           | 2 789        | 17,87        |               |               |
|                |                |                        |              |              |               |               |
| Inscrits       | Inscrits       | Inscrits               | 22 786       | 100,00       | 22 786        | 100,00        |
| Votants        | Votants        | Votants                | 16 723       | 70,32        | 15 287        | 67,09         |
| Abstention     | Abstention     | Abstention             | 6 063        | 29,68        | 7 499         | 32,91         |
| Blancs et nuls | Blancs et nuls | Blancs et nuls         | 1 114        | 6,66         | 49            | 0,32          |
| Exprimés       | Exprimés       | Exprimés               | 15 609       | 93,34        | 15 238        | 99,68         |

#### 2ecirconscription
Saint-Brieuc-2 regroupait les cantons de Lamballe, Moncontour, Pléneuf, Plœuc, Quintin et de Saint-Brieuc-Midi.
| Candidats      | Candidats                  | Étiquette      | Premier tour | Premier tour |
| Candidats      | Candidats                  | Étiquette      | Voix         | %            |
| -------------- | -------------------------- | -------------- | ------------ | ------------ |
|                | Louis Gouzillon de Bélizal | Légitimiste    | 10 520       | 63,38        |
|                | Le Breton                  | Rép. mod       | 6 078        | 36,62        |
|                |                            |                |              |              |
| Inscrits       | Inscrits                   | Inscrits       | 23 283       | 100,00       |
| Votants        | Votants                    | Votants        | 16 723       | 71,83        |
| Abstention     | Abstention                 | Abstention     | 6 560        | 28,17        |
| Blancs et nuls | Blancs et nuls             | Blancs et nuls | 125          | 0,75         |
| Exprimés       | Exprimés                   | Exprimés       | 16 598       | 99,25        |

## Députés élus
| Députés | Députés                           | Parti         | Fonctions lors de l'élection en 1876                                                 |
| ------- | --------------------------------- | ------------- | ------------------------------------------------------------------------------------ |
|         | Jean-Joseph Even                  | Centre gauche | Adjoint au maire de Dinan. Avocat, Sous-préfet.                                      |
|         | Louis Armez                       | Centre gauche | Conseiller général de Paimpol, maire de Plourivo. Ingénieur civil.                   |
|         | Charles Huon de Penanster *       | Orléaniste    | Conseiller général de Plestin. Propriétaire agricole.                                |
|         | Jean-Baptiste Veillet-Dufrêche    | Centre-droit  | Maître de forges                                                                     |
|         | Charles Rioust de Largentaye *    | Légitimiste   | Conseiller général de Plancoët, maire de Saint-Lormel. Propriétaire agricole.        |
|         | Charles-Marie de Faucigny-Lucinge | Légitimiste   | Propriétaire agricole                                                                |
|         | Louis Gouzillon de Bélizal        | Légitimiste   | Conseiller général de Moncontour. Propriétaire agricole.                             |
|         | Louis Le Provost de Launay        | Bonapartiste  | Conseiller général de La Roche-Derrien. Avocat, Propriétaire agricole.               |
|         | Charles de Goyon de Feltre        | Bonapartiste  | Ancien conseiller général du Guingamp. Attaché d'ambassade et Propriétaire agricole. |